# Vieu-d'Izenave
Vieu-d'Izenave är en kommun i departementet Ain i regionen Auvergne-Rhône-Alpes i östra Frankrike. Kommunen ligger  i kantonen Brénod som ligger i arrondissementet Nantua. Kommunens areal är 23,73 km². År 2022 hade Vieu-d'Izenave 727 invånare.

## Befolkningsutveckling
Antalet invånare i kommunen Vieu-d'Izenave
Referens: INSEE